# Tour de France pour motocyclettes 1905
Le Tour de France pour motocyclettes, organisé par l'Autocycle-club de France et le journal Les Sports et sous le patronage de l'Automobile Club de France et du Touring Club de France, s'est déroulé du samedi 6 mai 1905 au dimanche 14 mai 1905 et a rencontré un énorme succès populaire, le public s’enthousiasmant pour les exploits des concurrents.
Selon la presse de l'époque,, 54 concurrents sont au départ de la course, répartis en trois catégories. Selon les classements publiés dans les journaux de l'époque, les deux premières étapes ont éliminé plus de la moitié des concurrents.

## Contexte sportif et météo
Il faut s'imaginer la résistance et la volonté de ces concurrents parcourant des centaines de kilomètres, parfois à des moyennes de 30-35 km/h, sur des machines légères, avec des suspensions sommaires et un confort inexistant, vêtus d'habits nettement moins adaptés aux désastreuses conditions météo rencontrées en ce mois de mai 1905 que nos habits techniques du XXIe siècle. Bien que les concurrents de la première catégorie aient été privilégiés au niveau du confort, c'est cette catégorie qui a proportionnellement subi le plus d'abandons.
Le Tour de France pour motocyclettes 1905 s'est en effet en partie déroulé dans des conditions très difficiles, les coureurs ayant dû affronter des heures durant la pluie, le froid et des routes glissantes, voire défoncées. Les journalistes de l'époque parlaient de « courageux chauffeurs affrontant un véritable calvaire », de « valeureux concurrents » que le mistral « enlevait par moments de leur selle et les projetait presque dans les fossés », de « vaillants routiers » qui ont affronté une « route très dure et très accidentée » et « un vent violent et un froid glacial ». La course elle-même était qualifiée de « épreuve de 2 000 kilomètres, la plus gigantesque et la plus rude qu'on ait jamais imposée à l'automobile » ou encore de « colossale épreuve ».

## Types de véhicules
Les véhicules étaient répartis en trois groupes :
1. Motocyclettes avant-train ou remorques d'une cylindrée de 500 centimètres cubes. 9 concurrents de cette catégorie sont au départ, un seul sera à l'arrivée.
2. Motocyclettes d'une cylindrée maximum de 225 centimètres cubes. 7 concurrents de cette catégorie sont au départ, 2 seront à l'arrivée.
3. Motocyclettes d'une cylindrée maximum de 333 centimètres cubes, dites tiers de litre. 38 concurrents de cette catégorie sont au départ, 14 seront à l'arrivée.

## Étapes

### 1erjour: Paris – Auxerre – Dijon (319 km)
| Départs : | dès 5 h – Arrivées dès 16 h |
| Étapes :  | Porte-Dorée Paris → Pont de Joinville → Fourche de Champigny → Champigny → Melun (contrôle volant rue du Palais de Justice chez le mécanicien constructeur Vergue) → Fontainebleau (Contrôle chez MM. Gatié frères, 169 rue Grande) → Sens (Contrôle au café Drapé, siège social du Vélo-Sport) → Joigny (contrôle à l’Hôtel de la Poste) → Auxerre (Arrêt obligatoire, pause et contrôle à l’Hôtel Armand) → Avallon → Sombrenon (contrôle sur la place) → Dijon (café du Lion de Belfort). |
| Météo :   | Pluie battante, vent, routes détrempées et glissantes Commentaire du journal La Presse no 4725 du 7 mai 1905 : Le mauvais temps continue à sévir; il va rendre tout à fait pénible la tâche des concurrents du Tour de France à motocyclette, et l'on se demande même comment ces frêles véhicules vont pouvoir se tirer d'affaire sur le long et difficile parcours qui leur a été imposé.                                                                                                  |

### 2ejour: Dijon – Mâcon – Saint-Étienne (250 km)
| Départs : | dès 6 h – Arrivées dès 17 h |
| Étapes :  | Dijon → Nuits-Saint-Georges → Beaune → Chagny → Chalon-sur Saône → Tournus → Mâcon (arrêt fixe et déjeuner) → Lyon (traversées neutralisée) → Givors → Saint-Étienne. |
| Météo :   | Fortes pluies au matin, temps graduellement au beau Commentaire du journal La Presse no 4727 du 9 mai 1905 : La journée a été meilleure, la pluie qui avait accompagné les coureurs de Paris à Dijon les a enfin abandonnée et s'il y avait quelques nuages menaçants au départ de Dijon, c'est par un temps superbe que l'arrivée s'est faite à Saint-Étienne |

### 3ejour: Saint-Étienne – Montélimar – Avignon (225 km)
| Départs : | dès 6 h – Arrivées dès 15 h 30                                                                                                   |
| Étapes :  | Saint-Étienne → Bourg-Argental → Annonay → Andance → Tournon → Valence → Montélimar (arrêt fixe et déjeuner) → Orange → Avignon. |
| Météo :   | Fortes pluies et routes glissantes. Particulièrement sur la « Côte de la République » entre Saint-Étienne et Bourg-Argental      |

### 4ejour: Avignon – Marseille (110 km)
| Départs : | dès 7 h – Arrivées dès 12 h                                    |
| Étapes :  | Avignon → Salon → Aix-en-Provence → Marseille (Saint-Antoine). |
| Météo :   | Temps couvert et sec, mistral « dans le dos »                  |

### 5ejour: Marseille – Nîmes – Narbonne (279 km)
| Départs : | dès 6 h – Arrivées dès ? |
| Étapes :  | Marseille → Salon → Arles → Tarascon → Nîmes (arrêt obligatoire et déjeuner) → Lunel → Montpelier → Pézenas → Béziers → Narbonne (café du Capitole). |
| Météo :   | Mistral « de travers » |

### 6ejour: Narbonne – Toulouse – Agen (273 km)
| Départs : | dès 6 h – Arrivées dès 16 h 30 |
| Étapes :  | Narbonne → Lézignan → Carcassonne → Castelnaudary → Toulouse (arrêt obligatoire et déjeuner au café Sion) → Montauban → Moissac → Valence-d’Agen → Agen (Café Foy). |
| Météo :   | Temps sec, routes sèches |

### 7ejour: Agen – Bergerac – Limoges (271 km)
| Départs : | dès ?h – Arrivées dès ?                            |
| Étapes :  | Agen → ? → Bergerac → ? → Limoges (Garage Central) |
| Météo :   | Temps splendide, routes sèches                     |

### 8ejour: Limoges – Châteauroux – Orléans (263 km)
| Départs : | dès 6 h – Arrivées dès 16 h                                      |
| Étapes :  | Limoges → ? à Châteauroux → ? → Orléans (Octroi de la Manillère) |
| Météo :   | Vent violent, froid glacial, routes défoncées                    |

### 9ejour: Orléans – Ville-d’Avray (128 km)
| Départs : | dès 9 h – Arrivées dès 14 h |
| Étapes :  | Orléans → Étampes → Dourdan → Versailles → Ville-d’Avray (Restaurant Cabassud, arrivée du Tour) → Paris, Porte Maillot (dislocation) |
| Météo :   | Pas précisé |

## Au départ
Liste des véhicules (concurrents entre parenthèses) au départ de la Porte-Dorée, tels que cités dans La Presse du 6 mai 1905

### Motocyclettes avant-train ou remorques d'une cylindrée de 500 centimètres cubes

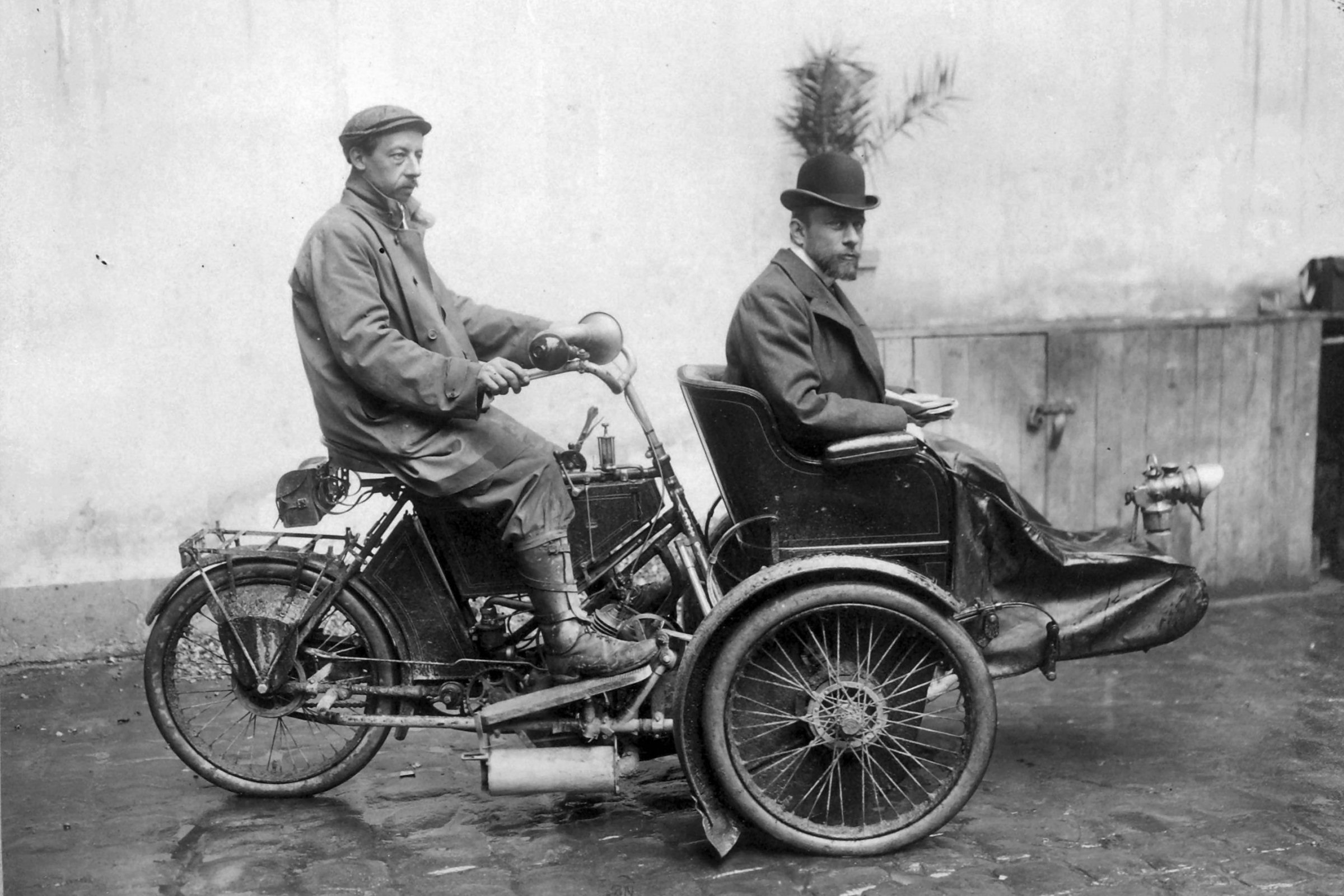
van Hoodynk sur Phœnix 500 cm3

- no  61 : Lamaudière-Mauger, Audax[4] I
- no  62 : Contal Mototri (Gaston Rivierre)
- no  63 : La Française[5] I
- no  64 : Mauxion II[6]
- no  65 : Phoenix-Trimo (en) (Joseph van Hooydonk)
- no  66 : A. Dutemple
- no  67 : Cottereau (Faton)
- no  68 : La Française II
- no  69 : La Française III

### Motocyclettes d'une cylindrée maximum de 225 centimètres cubes
- no  51 : La Française I

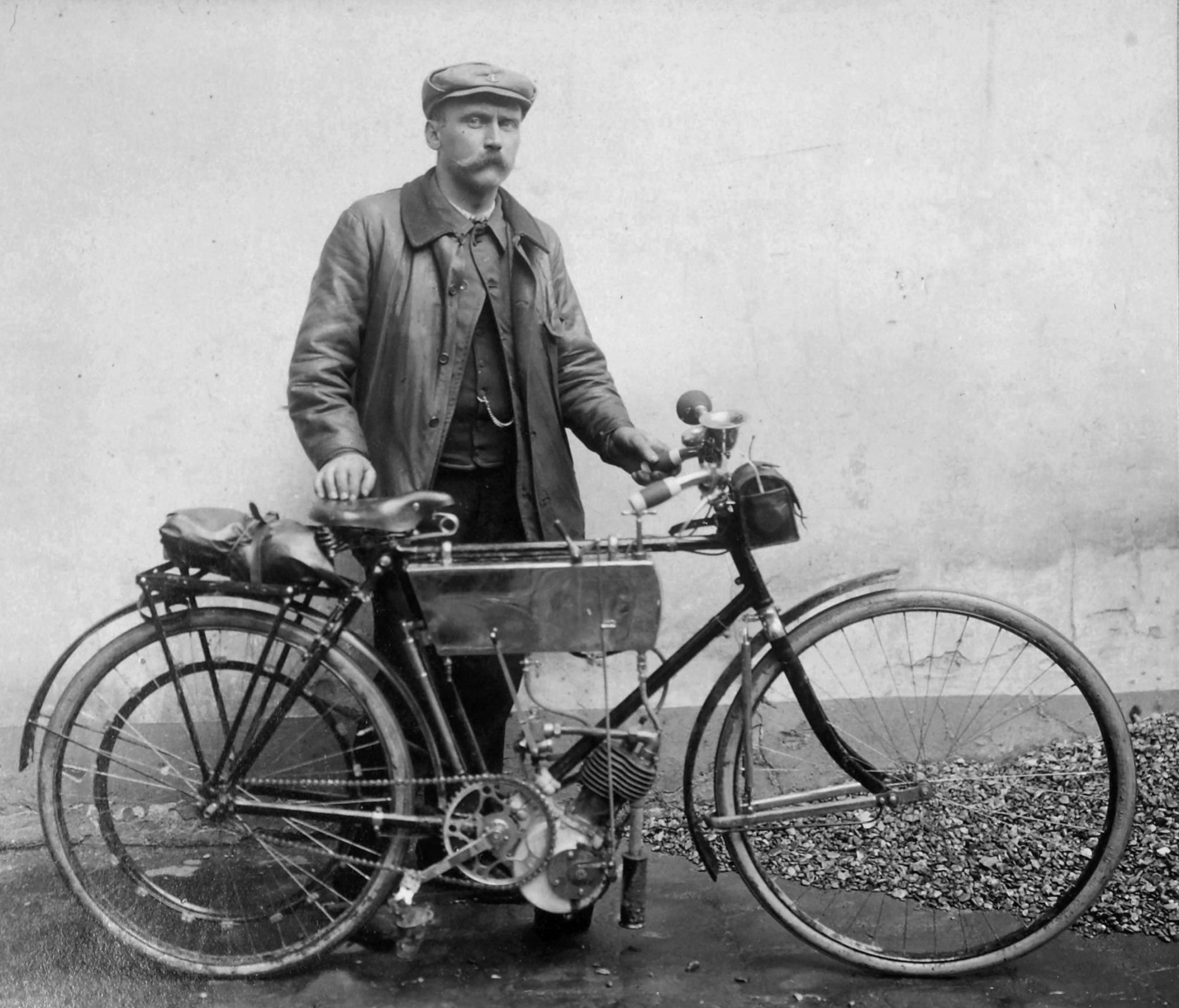
Faivre sur Terrot 220 cm3

- no  52 : Clément I (Pierre Dacier)
- no  53 : Terrot (Faivre)
- no  54 : La Française II
- no  55 : Clément II
- no  56 : La Française III
- no  57 : Gëorgia Knapp IV (Chaufour)

### Motocyclettes d'une cylindrée maximum de 333 centimètres cubes

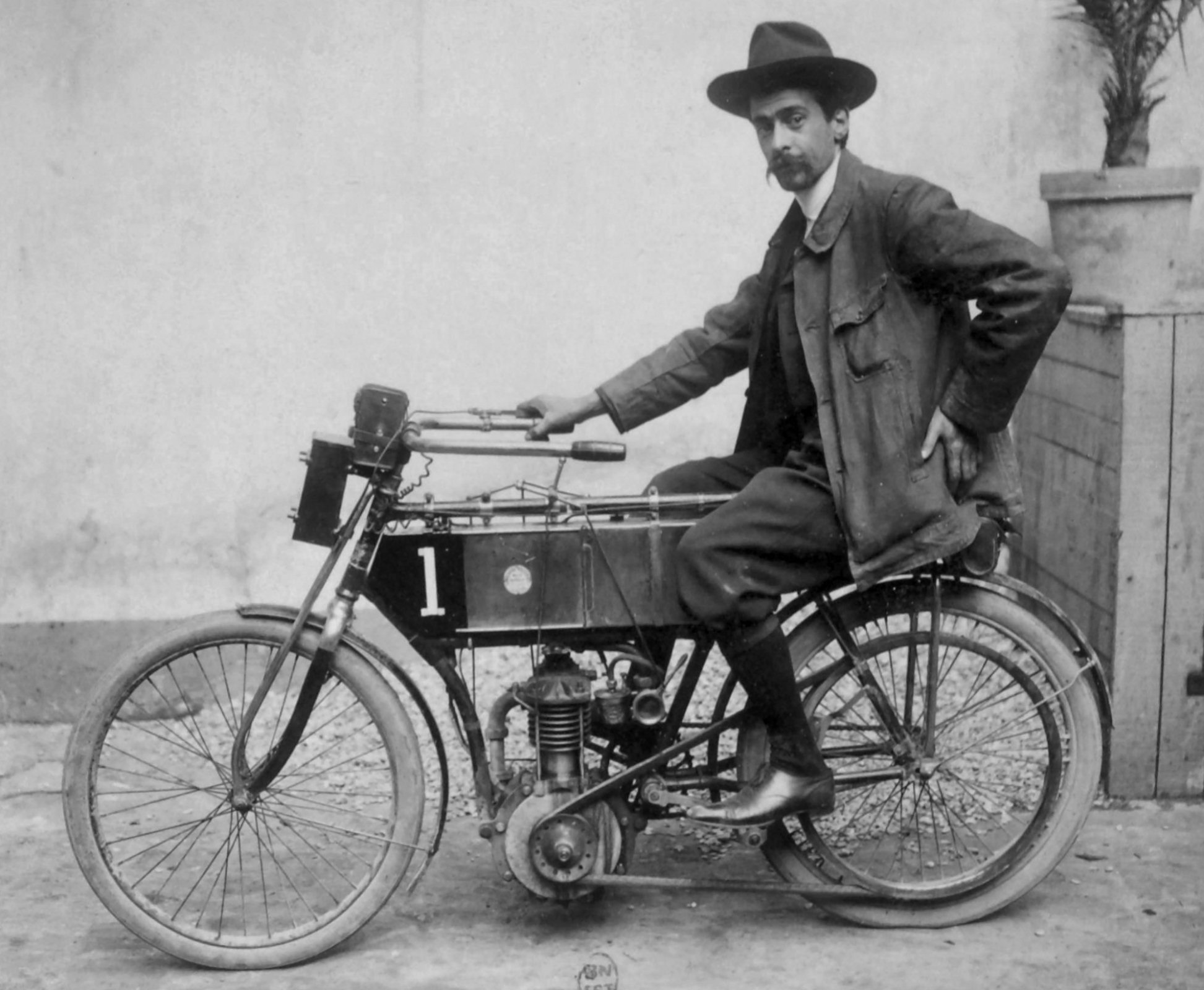
Mauger sur Lamaudière-Mauger 330 cm3

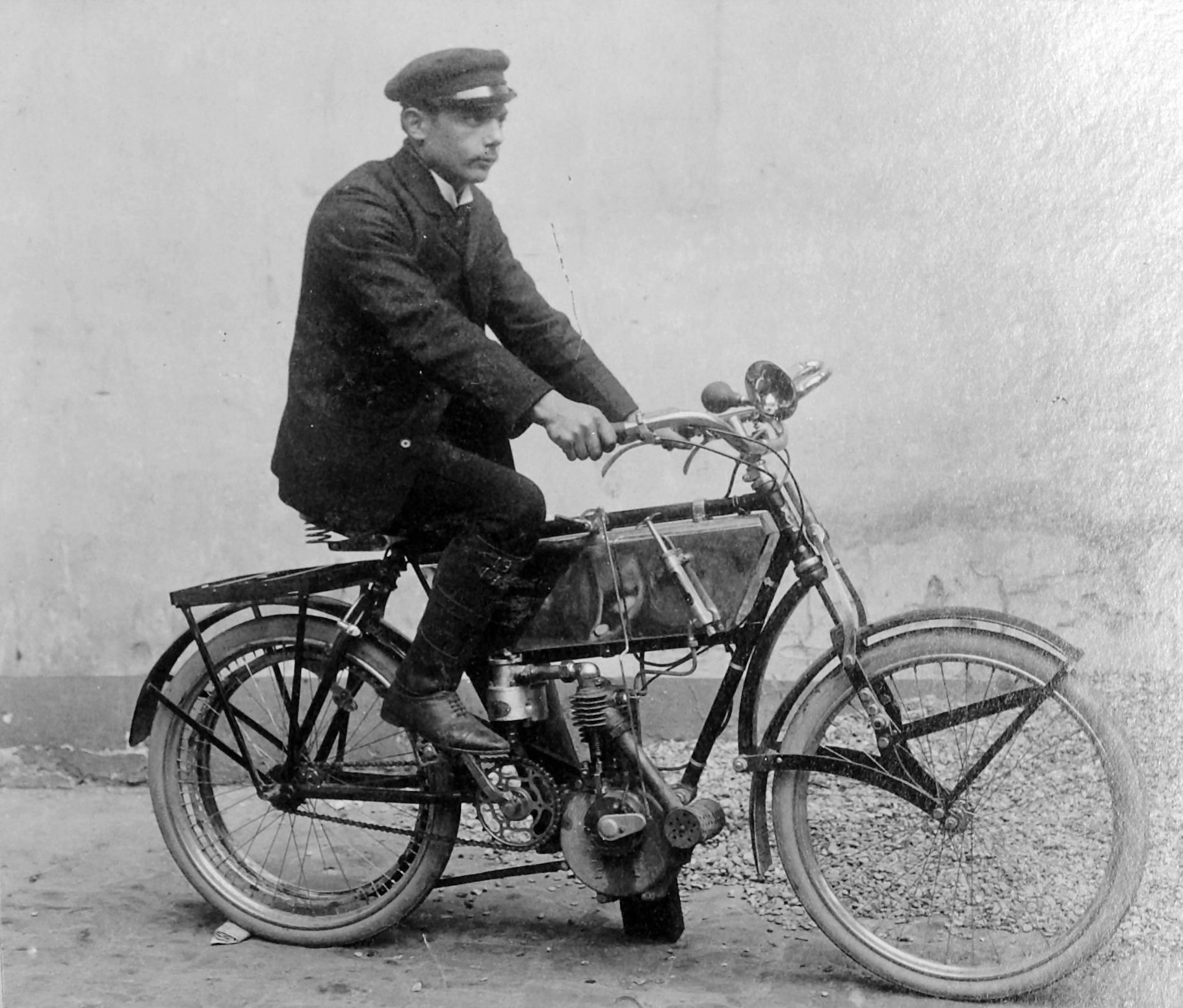
G. Giuppone sur Peugeot 330 cm3

- no  1 : Lamaudière-Mauger, Audax I (Mauger)
- no  2 : Saving I
- no  3 : La Française I
- no  4 : Werner (en) I (Coutant)
- no  5 ; Breuil I
- no  6 : Peugeot I[7] (Giosuè Giuppone)
- no  7 : Mauxion[8] I
- no  8 : Stimula Vandelet I[9] (Platel)
- no  9 : Minerva (de) I (Thomas Schweitzer)
- no  10 : Gautier et Cie[10]
- no  11 : Aiglon (Eysseric)
- no  12 : Gladiator I
- no  13 : Georgia Knapp I (P. Mignard)
- no  14 : N.S.U. I (Le Metais)
- no  15 : Bruneau (Foulon)
- no  16 : Alcyon (Tiercelin)
- no  17 : Griffon (Auguste Bucquet)
- no  18 : Magali (René Thomas)
- no  19 : Athena (Derozier)
- no  20 : Lamaudière-Mauger, Audax II (Canesse)
- no  21 : Saving II
- no  22 : La Française II
- no  23 : Werner II (Bonnard)
- no  24 : Peugeot II (Henri Cissac)
- no  25 : Stimula-Vandelet II (Lepetit)
- no  26 : Minerva II (Blatgé)
- no  27 : Gautier et Cie II
- no  28 : Gladiator II
- no  29 : Georgia Knapp II (Georges Mallet)
- no  30 : N.S.U. II
- no  31 : Saving III
- no  32 : La Française III
- no  33 : Werner III
- no  34 : Peugeot III (René Champoiseau)
- no  35 : Gautier et Cie III
- no  36 : Georgia Knapp III (Mériel)
- no  37 : Peugeot IV (Nicolaï Yourassoff)
- no  38 : Peugeot V (Moreau)

## Classement

### 1erjour,6 mai 1905, arrivé à Dijon
La Presse 7 mai 1905 no  4725. Après le passage à Avallon : « La marche des premiers montre que certains concurrents se sont gaillardement tirés de l'aventure. L'un d'eux n'a-t-il pas (arrêt obligatoire à Auxerre déduit) effectué les 215 kilomètres en 6 h 44, ce qui donne une moyenne d'environ 32 kilomètres à l'heure, Nous voilà loin des 70 de moyenne des concours de vitesse sur circuits libres mais n'est-ce déjà pas admirable. Notons que les bicyclettes à cylindrée faible et de poids léger ont aussi bien marché que les autres. »
1. Tiercelin (Alcyon), à 4 h 16
2. Faivre (Terot), à 4 h 32
3. Schweitzer (Minerva), à 5 h 7
4. Cissac (Peugeot), à 5 h 7
5. Buquet (Griffon), à 5 h 7
6. Lepetit (Stimula), à 5 h 15
7. Foulon (Bruneau), à 5 h 15
8. Blatgé (Minerva), à 5 h 22
9. P. Migniard (Georgia), à 5 h 23
10. Champoiseau (Peugeot), à 5 h 30
11. Menel (Georgia), à 5 h 30
12. Thomas (Magali), à 5 h 30
13. Bonnard (Werner), à 5 h 36

### 2ejour,7 mai 1905, arrivée à Saint-Étienne
Deux chutes sans gravité à Chagny et à Chalon.
1. Giuppone (Peugeot), à 3 h 22
2. Bucquet (Sriaron), à 3 h 33
3. Cissac (Peugeot), à 3 h 41
4. Btatgé (Minerva), à 3 h 41
5. Bonnard (Werner), à 3 h 42
6. Schweitzer (Minarva), à 3 h 45
7. Dacîer (Clément), à 3 h 46
8. Eysseric (Aiglon), à 3 h 47
9. Lepetit (Stimula), à 4 h 2
10. Migniard (Georgia Knap), à 4 h 21
11. Faivre (Terrot), à 4 h 26
12. Champoiseau (Peugeot), à 4 h 36;
13. Plate! (Stimula), à 4 h 40
14. Constant (Werner), à 4 h 43
15. Thomas (Magali), à 4 h 55
16. Georges Mallet (Georgia Knap), à 5 h 3
17. Canesse (Lamaudière-Mauger), à 5 h 7
18. Le Métais (N.S.U.), à 5 h 8
19. Foulon (Bruneau) à 5 h 8
20. Chauffour(Georgia-Knap), à 5 h 15
21. van Hooydonk (Phénix-Trimo), à 5 h 40
22. Yourassof (Peugeot), à 6 h 13
23. Mériel (Georgia-Knap), à 6 h 37

### 3ejour,8 mai 1905, arrivée à Avignon
Le Journal 9 mai 1905 no  4604 : « La pluie, qui avait fait trêve avant-hier, et qui avait permis aux concurrents du « Tour de France » à motocyclettes de se reposer de leur première journée, a reparu, dès le matin, à Saint-Étienne, et a rendu terrible le parcours de cette ville à Valence, déjà très dur par beau temps, par suite de la déclivité du sol, des longues côtes, des longues descentes et des nombreux tournants. La fameuse côte de la République, qui a sept kilomètres de long, a été, pour les courageux chauffeurs, un véritable calvaire, et plus d'un y a faussé sa machine. Malgré cela, partis vingt-trois, le matin, de Saint-Étienne du garage de l'Automobile-Club Forézien, ils sont arrivés vingt-deux, le soir, au contrôle d'Avignon, Tiercelin, seul, ayant cassé son moyeu, et s'étant trouvé, par cet accident, forcé d'abandonner, alors qu'il avait les plus grandes chances de prétendre à la victoire. »
« Toutes les machines concurrentes on d'ailleurs fait preuve d'une extraordinaire résistance, et il faut en donner un exemple; celui de Mallet, pour le démontrer : il a fait, en effet, à la suite d'un dérapage dans la côte de la République, une pirouette peu banale, qui l'envoya dégringoler le talus d'un ravin d'une cinquantaine de mètres de profondeur. L'homme n'a rien eu, et la monture non plus, puisque tous deux se sont fait contrôler le soir à l'étape finale. »
Lors de la deuxième partie de l'étape, de Valence à Avignon « la pluie tombait toujours ! Pas un seul instant elle n'a eu pitié des coureurs du « Tour de France », et c'est sous la pluie qu'ils sont arrivés à Avignon, dont les remparts, malgré le temps, étaient couverts de monde. Il n'y a pas à dire, l'épreuve organisée par notre confrère les Sports obtient un colossal succès et passionne toutes les villes et toutes les contrées qu'elle traverse. »
« Le contrôle d'Avignon est installé aux Portes de la ville, et toutes les notabilités sportives d'Avignon et des environs se trouvent là ; noté le président et de très nombreux membres de l'A. C. Vauclusien. La plupart des concurrents arrivent entre deux heures douze et trois heures trente. »
1re catégorie (motocyclettes du tiers de litre)
1. Giuppone (Peugeot I), 442 points
2. Cissac (Peugeot II), 441
3. Blatgé (Minerva II), 440
4. Bucquet (Griffon), 434
5. Bonnard (Weiner II), 427
6. Champoiseau (Peugeot III), 422
7. Lepetit (Stimula II), 403
8. Mignard (Georgia Knap I), 393
9. Le Métais (N.S.U. I), 379
10. Foulon (Bruneau), 370
11. Thomas (Magali), 356
12. Platel (Stimula), 330
13. Eysseric (Aiglon), 297
14. Georges Mallet (Georgia Knap II), 274
15. Canesse (Lamaudière-Mauger Audax), 265
16. Mériel (Georgia Knap III), 241
17. Yourassof (peugeot IV), 222

2e catégorie motocyclettes quart de litre
1. Faivre (Terrot), 310 points
2. Dacier (Clément), 220
3. Chauffour (Georgia Knap IV), 191

3e catégorie (moto. avec avant-train).
1. van Hooydonk (Phœnix Trimo), 331 points.

### 4ejour,9 mai 1905, arrivée à Marseille
Le Journal 10 mai 1905 no  4605 : « La journée d'hier, quatrième journée du Tour de France à motocyclettes, a été relativement, pour les concurrents, une journée de repos ; le parcours, en effet, qui se couvrait en une seule étape, n'avait que 110 kilomètres, et si le soleil du Midi n'a pas daigné se mettre de la partie, du moins le mistral, bon garçon, a-t-il eu l'idée de souffler tout le temps dans le dos des concurrents, leur venant ainsi en aide et augmentant notablement leur vitesse. »
« Tous les concurrents, c'est-à-dire les vingt-trois motocyclettes arrivées à Avignon la veille, et partis de cette ville, le matin, ont atteint Marseille sans encombre. Pas d'accident, à peine deux incidents : Faivre, qui est passé sur un chien, et Lemétais, qui a heurté une barrière de passage à niveau. Les deux robustes petites machines ont d'ailleurs résisté merveilleusement et leurs coureurs ont pu continuer la route, après examen de leur monture, comme si de rien n'était. »
Première catégorie (motocyclettes du tiers de litre)
1. Cissac (Peugeot), 530 points ;
2. Blatgé (Minerva), 527;
3. Bucquet (Griffon), 520;
4. Giuppone (Peugeot), 515;
5. Champoiseau (Peugeot), 511;
6. Bonnard (Werner), 502 ;
7. Schweitzer (Minerva), 488 ;
8. Lepetit (Stimula), 485 ;
9. Foulon (Bruneau), 450:
10. Lemétais (N.S.U.), 448;
11. Thomas (Magali), 446;
12. Platel (Stimula), 409;
13. Mignard (Georgia Knap), 401;
14. Eysseric (Aiglon), 377;
15. G. Mallet (Georgia Knap), 347;
16. Contant (Werner), 345:
17. Canesse (Lamaudière-Mauger Audax), 342;
18. Yourassof (Peugeot), 300;
19. Mériel (Georgia Knap), 285.

2e catégorie (motocyclettes du quart de litre.
1. Faivre (Terrot), 333 points
2. Dacier (Clément), 297
3. Chauffour (Georgia Knap), 261

3e catégorie (motocyclette avec avant-train).
1. van Hooydonk (Phœnix Trio), 400 points.

### 5ejour,10 mai 1905, arrivée à Narbonne
Le Journal 11 mai 1905 no  4606 : « Partis de Marseille, les valeureux concurrents du Tour de France ont retrouvé, dès les premiers tours de roue, le mistral ; mais, cette fois, au lieu de leur venir en aide, ce sacré vent s'est mis à les prendre par le travers, les enlevant par moments de leur selle et les projetant presque dans les fossés. C'est ainsi que Mignard a brisé son moteur contre un pavé mal placé, ce qui le forcera d'abandonner. »
« C'est Nîmes (131 kil.) qui a été le but de la première étape de la cinquième journée. Décrire l'enthousiasme de la population nîmoise est pour ainsi dire impossible ; c'est au milieu des hourras, des « Vive Les Sports ! Vive Thomas! Vive Cissac ! » etc., que les coureurs sont arrivés, car, à Nîmes, on est très sportif et on suit avec passion les comptes-rendus des grandes épreuves. »
« Narbonne (279 kilomètres) est le but de l'étape de la cinquième journée. Le contrôle, installé au café du Capitole, est envahi bien-avant l'heure fixée pour l'ouverture, par une foule énorme, turbulente, qui crie, gesticule, discute et qui, comme sur tout le parcours, s'arrache les numéros de notre confrère Les Sports, pour y lire les détails sur la course dont ils sont les spectateurs. Les premiers arrivants, gris de poussière, sont acclamés avec enthousiasme et accompagnés jusqu'au garage, où les machines doivent passer la nuit. »
1re catégorie
1. Cissac (Peugeot). 680 points
2. Biatgé (Minerva), 672
3. Bucquet (Griffon), 683
4. Giuppone (Peugeot), 663
5. Champoiseau (Peugeot), 653
6. Bonnard (Werner), 642
7. Schwoitzer (Minerva), 641
8. Lepetit (Stimula), 622
9. Thomas (Magali), 598
10. Foulon (Bruneau), 589
11. Le Métais (N.S.U.), 573
12. Piatel (Stimula), 549
13. Canesse (Lamaudière Mauger), 485
14. Mallet (Kaap). 483
15. Eysseric (Aiglon), 459
16. Contant (Werner), 459
17. Yourassof (Peugeot IV), 433
18. Mignard (Knap), 411

2e catégorie
1. Dacier (CIément), 430 points
2. Faivre (Terrot), 370
3. Chaufour (Knap), 261

3e catégorie
1. van Hooydonk (Phœnix Trimo), 531 points

### 6ejour,11 mai 1905, arrivée à Agen
Le Journal 12 mai 1905 no  4607 : « Narbonne s'est réveillée de meilleure heure que de coutume, pour fêter une dernière fois avant leur départ les courageux concurrents de la grande épreuve du Tour de France pour motocyclettes, organisé par notre confrère Les Sports, avec un soin qui fait de ce concours une des plus intéressantes et des plus remarquables manifestations de l'automobile. Sur les vingt-trois coureurs partis de Marseille, deux seulement ont fait défection et les vingt-un autres se sont mis en selle à sept heures du matin pour s'élancer vers Toulouse, but de la première étape de cette sixième journée. Le temps était favorable, les routes sèches et roulantes, et nos hommes ont allègrement franchi les 150 kilomètres qui les séparaient de la capitale du Languedoc. Là, d'indescriptibles ovations devaient les recevoir ; il a fallu un important service d'ordre pour maintenir la foule des spectateurs enthousiastes qui, tous, voulaient voir les concurrents du Tour de France à motocyclette. C'était du délire et, pendant toute la matinée, la circulation a été pour ainsi dire interrompue dans la traversée de la ville ; c'est que les Toulousains lisent avec passion Les Sports, qui les tient au courant avec une belle indépendance, de tous les grands événements sportifs actuels, en mettant sous les yeux de ses lecteurs des illustrations photographiques admirablement gravées. »
« Le départ s'est fait en groupe, à 1 h., au grand café Sion. Les coureurs se rendaient avenue des Minimes,où le président de l'Automobile-Club et délégué du journal Les Sports, donnait le signal de départ à chaque concurrent, de 12h10 à 1h29. Avant de partir, les coureurs ont signé une protestation contre un article paru dans une feuille sportive, qui déclarait que les contrôles étaient faits d'une façon fantaisiste ; ils ont affirmé que s'il en avait été ainsi, depuis longtemps ils auraient renoncé à l'épreuve. »
« A la sortie de Toulouse, MM. Audistère et Richard, chronométreurs officiels de l'Automobile-Club de France, toujours-fidèles à leur poste, prenaient les temps du kilomètre en palier, que s'adjugeait cette fois Giuppone en 51s. 3/5, ce qui établit le record du monde pour motocyclettes du tiers de litre sur route. Quand on songe que la machine de Giuppone vient de rouler six jours de suite, avec une moyenne quotidienne de 250 kilomètres, on peut être réellement fier des progrès que l'industrie française a fait faire à cette merveilleuse petite machine automobile qu'est la motocyclette. »
Arrivée à Agen
Le Journal 12 mai 1905 no  4607 : « Le contrôle est installé au café Foy, c'est là qu'est fixé le point terminus de la sixième journée du Tour de France. Bien avant quatre heures et demie, heure d'ouverture du contrôle, une foule énorme, turbulente, vraie foule du Midi, se presse sur le parcours que doivent suivre les concurrents. Ceux-ci sont reçus à leur arrivée par le correspondant des Sports, le consul de l'U.V.F., et pilotés jusqu'au garage par les membres des Sociétés cyclistes locales. Comme dans toutes. les arrivées précédentes, les valeureux concurrents sont l'objet d'enthousiastes acclamations et c'est à grand peine que le merveilleux service d'ordre peut faire son office. Le classement par points, à la fin de cette sixième journée s'établit comme suit : »
1re catégorie
1. Cissac (Peugeot), 829
2. Blatgé (Minerva), 818
3. Bucquet (Griffon), 814
4. Ginppbne (Peugeot), 8i3
5. Champoiseau (Peugeot), 803
6. Bonnard (Werner), 78i
7. Schweitzer (Minerva), 775
8. Lepetit [Stimula), 756
9. Thomas (Magali), 739
10. Foulon (Bruneau), 732
11. Piatet (Stimula), 690
12. Le Métais (N.S.U.) 633
13. Canesse (Lamaudière Mauger), 622
14. Mallet (Knap), 618
15. Contant (Werner), 596
16. Yourassof (Peugeot IV), 580

2e catégorie
1. Dacier (Clément), 570 points
2. Faivre (Terrot), 508

3e catégorie
1. van Hooydonkk (Phœnix Trimo), 664 points

### 7ejour,12 mai 1905, arrivée à Limoges
Le Journal 13 mai 1905 no  4608 : « La colossale épreuve du « Tour de France » pour motocyclettes, organisée par notre confrère Les Sports, le grand quotidien illustré de la vie sportive et de toutes ses manifestations, tire à sa fin : C'est en effet dimanche après-midi se termine le « Tour de France » à motocyclette, et le contrôle final est placé à l'entrée de Ville-d'Avray, au restaurant Cabassud. Il est bons de doute que tous les sportsmen parisiens se porteront en foule sur la route de Versailles pour voir arriver les courageux concurrents de la grande épreuve. A l'occasion de cette manifestation, notre confrère Les Sports publiera dans ses colonnes les portraits des principaux coureurs, ces vaillants qui ont nom : Giuppone, Dacier, Thomas, Cissac, Champoiseau, etc. etc. Aussi, ce numéro sera-t-il un;document que s'arracheront les. sportsmen et qu'ils conserveront précieusement. »
« Notons dès maintenant que les coureurs, après avoir signé au contrôle de Ville-d'Avray, se rendront en groupe à Paris, précédés par l'automobile des Sports, qui les conduira à l'entrée de la Porte-Maillot. »
« La septième étape s'est déroulée, hier, par temps splendide. Le record du monde du kilomètre a été battu par Thomas, en 48s. 4/5, soit à plus de 70 à l'heure. »
1re catégorie
1. Ciasac (Peugeot), 829
2. Blatgé (Minerva), 818
3. Bucquët(Griffon), 814
4. Giuppone (Peugeot), 813
5. Champoiseau (Peugeot), 803
6. Bonnard (Werner), 781
7. Schweitzer (Minerva), 775
8. Lepetit [Stimula), 756
9. Thomas (Magali), 739
10. Foulon (Bruneau), 732
11. PIatel (Stimula), 690
12. Le Métais (N. S. U.), 633
13. Canesse (Lamaudière Mauger), 622
14. Mallet (Georgia Knap), 618
15. Contant (Werner), 596
16. Yourassof (Peugeot IV), 580

2e catégorie
1. Dacier (CIément), 570 points
2. Faivre (Terrot), 508

3e catégorie
1. van Hooydonk (Phœnix Trimo), 664 points

### 8ejour,13 mai 1905, arrivée à Orléans
Le Journal 14 mai 1905 no  4609 : « De bonne heure, les concurrents se rendent au garage central, où doit avoir lieu le départ, et vérifient une dernière fois leur machine avant, de se mettre en route. Comme tous les jours, c'est le tri-car Phœnix-Trimo qui part le premier à 6 heures du matin, suivi à 6 h30 par les motocyclettes du quart de litre et à 7 heures par celles du tiers de litre. Dix-neuf coureurs se présentent sous les ordres du starter. Le Métais, malade, abandonne. L'étape de Limoges à Châteauroux (124 kilomètres) a été de l'avis unanime des vaillants routiers, la plus pénible de toutes celles qu'ils ont parcourues jusqu'ici. La route très dure et très accidentée a quelque peu retardé leur marche. Un vent violent et un froid glacial n'ont pas peu contribue à augmenter encore la difficulté de ce pénible parcours. Sur dix-neuf partants de Limoges, dix-sept sont arrivés dans les délais réglementaires. Seuls Faivre, sur lequel la guigne paraît s'acharner d'une façon particulière, et van Hooydonk sont arrivés après l'expiration de ces délais. Faivre a crevé trois fois, et l'équipe anglaise neuf fois. C'est cette dernière qui détient jusqu'ici le record des crevaisons. Le coéquipier de van Hooydonk collectionne précieusement les clous qu'il veut remporter en Angleterre en souvenir du Tour de France. »
« Orléans, but de l'avant-dernière étape, est une ville sportive par excellence. Aussi, est- ce devant plusieurs milliers de curieux que se sont effectuées les arrivées, malgré l'éloignement du contrôle installé à l'octroi de la Manillère. Tous les concurrents sont dans la joie, plus que 128 kilomètres à couvrir, et ils viendront, enfin, recevoir des Parisiens, les chaleureuses ovations qui leur sont bien dues après cette merveilleuse épreuve. »
1re catégorie
1. Cissac (Peugeot), 976 points
2. Giuppone (Peugeot), 962
3. Blatgé (Minerva), 960
4. Bucquet (Griffon), 960
5. Champoiseaù (Peugeot), 941
6. Bonnard (Werner), 924
7. Schweitzer (Minerva), 920
8. Thomas (Magali), 889
9. Lepetît (StimuIa), 888
10. Foulon (Bruneau), 880
11. Platel (Stimula), 831
12. Canèsse (Lamaudière Mauger), 742
13. Contant (Werner), 740
14. Yourassof (Peugeot IV), 719
15. Mallet (Knap), 687
16. .Le Metais (N.S.U.), 633

2e catégorie
1. Dacier (Clément), 644 points
2. Faivre (Terrot), 584
3. Chauffour (Knap), 276

3e catégorie
1. van Hooydonk (Phœnix Trimo), 694 points

### 9ejour,14 mai 1905, arrivée à Ville-d'Avray
La Presse 15 mai 1905 no  4732 : « Malgré le vent, la pluie, et le soleil parfois, le tour Tour de France en moto se termine et les motocyclettes dont on médit souvent se comportent à merveille. C'est demain la dernière étape, d'Orléans à Paris, 128 kilomètres. Les concurrents partiront d'Orléans vers neuf heures du matin Ils passeront a Dourdan (54 kilomètres de Paris) vers une heure de l'après-midi et vers trois heures de l'après-midi, ils arriveront à Ville-d'Avray. On imagine aisément qu'il y aura un nombre considérable de cyclistes, d'automobilistes et de motocyclistes pour se rendre au devant des concurrents, surtout si le temps est favorable. Après l'arrivée à Ville-d'Avray, à quatre heures, les concurrents se rendront à la Porte-Maillot où se fera Ia dislocation. »
Le Journal 14 mai 1905 no  4609 : « C'est entre une heure et deux heures de l'après-midi qu'arriveront, aujourd'hui, à Ville-d'Avray, les vaillants motocyclistes du « Tour de France », organisé par notre confrère Les Sports. Les motocyclistes partiront à onze heures du matin d'Orléans. Le gagnant de cette gigantesque épreuve est, jusqu'ici, le numéro 24, Cissac, qui a encore fini hier en tête de tout le lot, à Orléans. Tout ce que Paris compte de sportsmen et d'amis de la motocyclette sera aujourd'hui sur la route pour applaudir ces vaillants. L'arrivée à Ville-d'Avray est au restaurant Cabassud, dans ce cadre exquis des bois et des étangs chers à Corot. C'est là que se rendront en foule, qui par la rouie, qui par le train, tous ceux qui voudront assister à cette émouvante arrivée d'une épreuve de 2 000 kilomètres, la plus gigantesque et la plus rude qu'on ait jamais imposée à l'automobile. De Ville-d'Avray, vers les quatre heures du soir, tous les motocyclistes, groupés en bataille, descendront à petite allure vers Paris, jusqu'à la Porte-Maillot, où se fera la dislocation du « Tour de France ». Des milliers de cyclistes et de motocyclistes se proposent d'aller aujourd'hui au-devant de ces braves »
La Presse 15 mai 1905 no  4733 : « Le temps a favorisé l'arrivée de la grande épreuve de motocyclettes organisée par Les Sports. Plusieurs centaines de touristes à bicyclettes, en motos et en autos, se sont rendus à Ville-d'Avray au devant des coureurs. [...] Bien que le classement définitif ne soit pas encore fait, c'est Cissac sur sa-Peugeot qui se classe premier, suivi de Guippone et de Champoiseau, troisième et quatrième sur Peugeot également. C'est là une performance tout à l'honneur des fils de Peugeot frères, qui ont travaillé avec un soin particulier la motocyclette ce qui leur permet, d'enregistrer un éclatant succès d'endurance et de régularité. Cissac nous a déclaré qu'avec une machine aussi roulante son Tour-de France avait été: une belle promenade un peu longue, mais pas trop fatigante. »
Le Journal 15 mai 1905 no  4610 : « Le Tour de France organise par l'Autocycle-Club de France et le journal Les Sports est terminé. Dix-sept concurrents ont terminé le parcours, offrant la plus belle moyenne de régularité qu'on ait jamais trouvée dans un concours. Comme ce concours était le plus dur qu'on ait jamais tenté, il est aisé de saisir la conclusion logique qu'on doit en tirer. La motocyclette avait joué, là, une partie d'autant plus grosse qu'elle était plus publique. La France entière, et principalement ces trente départements traversés, ces quatre cents villes qui avaient vu défiler la théorie victorieuse, le petit escadron léger des motocyclistes, suivaient d'un esprit attentif, ironique au début, enthousiaste à la fin, cette audacieuse tentative. Elle a réussi, au-delà même de ce qu'on pouvait souhaiter. La motocyclette, le petit engin pratique, parce que simple et bon marché, a conquis en une semaine son brevet de grand tourisme. Elle l'a désormais ; on sait qu'on peut compter sur elle, et elle a, de ce fait, gagné à elle et à la cause de l'automobile l'innombrable armée des petites bourses.
Le classement final, naturellement sous réserve de l'homologation officielle du comité, est ainsi établi : »
1re catégorie
1. Cissac (Peugeot), 1212 points
2. Guippone (Peugeot), 1200
3. Bucquet (Griffon), 1192
4. Blatgé (Minerva), 1183
5. Champoiseau (Peugeot), 1168
6. Bonnard (Werner), 1151
7. Schweitzer (Minerva), 1146
8. Thomas (Magali), 1129
9. Foulon (Brùneau), 1107
10. Lepetit (Stimula), 1098
11. Canèsse (Lamandière-Mauger), 973
12. Contant (Werner), 953
13. Platel (Stimula), 925
14. Yourassoff (Peugeot), 883

2e catégorie
1. Dacier (Clément), 803
2. Faivre (Terrot), 632

3e catégorie
1. van Hooydonk (Phœnix Trimo), 783

La Presse 16 mai 1905 no  4734 : « Ainsi se termine la plus dure épreuve d'endurance à laquelle on ait osé soumettre des motocyclettes. Le classement de l'équipe Peugeot a fourni une excellente indication pour le choix d'une vraie motocyclette, de tourisme. Il faut, en effet, noter qu'à chacune des neuf étapes, c'était Peugeot qui tenait ta tête, avec Cisaac, Giuppone et Champoiseau, et si on considère que Cissac et Giuppone sont premier et second à douze points d'écart, n'est-ce pas la meilleure preuve de la régularité des motocyclettes des grands constructeurs de Valentigney ? »

### 9ejour,14 mai 1905, Le kilomètre en côte - Côte deDourdan
Le Journal 15 mai 1905 no  4610 :
« Les temps du kilomètre en côte ont été pris dans la côte de Dourdan, par MM. Audistère et Richard, chronométreurs officiels de l'A. C. F. Voici les résultats :
| 01. | Thomas (Magali)                | 1 m. 31 s. 3/5 |
| 02. | Giuppone (Peugeot)             | 1 m. 32 s. 3/5 |
| 03. | Cissac (Peugeot)               | 1 m. 45 s. 1/5 |
| 04. | Schweitzer (Minerva)           | 2 m. 07 s. 1/5 |
| 05. | Canisse (Lamaudière-Mauger)    | 2 m. 07 s. 3/5 |
| 06. | Bucquet (Griffon)              | 2 m. 09 s. 1/5 |
| 06. | Bonnard (Werner)               | 2 m. 09 s. 1/5 |
| 08. | Champoiseau (Peugeot)          | 2 m. 10 s. 2/5 |
| 09. | Le Metais (N. S. U)            | 2 m. 13 s. 4/5 |
| 10. | Foulon (Bruneau)               | 2 m. 19 s. 3/5 |
| 11. | Blatgé (Minerva)               | 2 m. 25 s. 4/5 |
| 12. | Yourassoff (Peugeot)           | 2 m. 28 s. 4/5 |
| 13. | Lepetit (Stimula)              | 2 m. 30 s. 4/5 |
| 14. | Contant (Werner)               | 2 m. 51 s. 2/5 |
| 15. | Dacier (Clément)               | 3 m. 17 s      |
| 16. | 65 Van Hooydonk (Phœnix-Trimo) | 3 m. 21 s      |
| 17. | 53 Faivre (Terrot)             | 3 m. 21 s 1/5  |

La longueur de la côte sur laquelle on chronométrait était de 1 kilom. 350, dont 200 mètres de pavé après un virage difficile. Il faisait un violent vent debout. »